# (8977) Paludicola
(8977) Paludicola (4272 T-2) – planetoida z pasa głównego asteroid okrążająca Słońce w ciągu 3,27 lat w średniej odległości 2,2 au. Odkryta 29 września 1973 roku.